# Xterm
 (juillet 2018).
Si vous disposez d'ouvrages ou d'articles de référence ou si vous connaissez des sites web de qualité traitant du thème abordé ici, merci de compléter l'article en donnant les références utiles à sa vérifiabilité et en les liant à la section « Notes et références ».

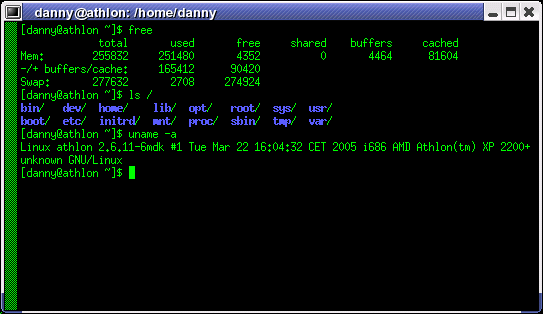
xterm 4.5 sous Mandrake Linux 10.2.

xterm est l'émulateur de terminal standard pour l'environnement graphique X Window System. Un utilisateur peut disposer de plusieurs instances de xterm simultanément dans le même écran, chacune d'entre elles offrant des entrées/sorties indépendantes pour les processus qui s'y exécutent (ces processus sont habituellement des shell UNIX).

## Historique
xterm est plus ancien que X Window System. Il a été écrit à l'origine comme un émulateur de terminal indépendant pour les stations VAXStation 100 (VS100) par Mark Vandevoorde, étudiant de Jim Gettys, pendant l'été 1984, alors que les travaux sur X débutaient. Il est rapidement devenu évident qu'il serait plus utile en tant que composant de X que comme programme indépendant. De ce fait, il a été réécrit pour X. Comme Gettys le raconte, « part of why xterm's internals are so horrifying is that it was originally intended that a single process be able to drive multiple VS100 displays,. » (« l'une des raisons pour lesquelles l'architecture de xterm est aussi horrible est qu'il était prévu à l'origine qu'un unique processus soit capable de piloter plusieurs affichages VS100. »)
Après plusieurs années en tant que partie de l'implémentation de référence de X, l'effort principal de développement est ensuite passé dans XFree86 aux environs de 1996 (pour un fork de la version implémentant X11R6.3). Il est à présent maintenu par Thomas Dickey.

## Applications
De nombreuses variantes sont également disponibles. La plupart des émulateurs de terminaux pour X ont débuté comme des variations de xterm.
De nos jours, xterm est capable de gérer des caractères unicode.